# لويس كيلين
لويس كيلين (بالإنجليزية: Lewis Killeen)‏ هو لاعب كرة قدم بريطاني، ولد في 23 سبتمبر 1982 في بيتربرة في المملكة المتحدة. لعب مع شيفيلد يونايتد ونادي كرولي تاون ونادي هاليفاكس تاون.

## وصلات خارجية
- لويس كيلين على موقع قاعدة بيانات كرة القدم.إي يو (الإنجليزية)
- لويس كيلين على موقع Soccerbase.com (لاعب) (الإنجليزية)